# Engadget
Engadget (произн. ингаджит, енгаджит или енгаджет) е уебсайт за технологични новини, ревюта и анализи, който предлага ежедневни новини за джаджи, потребителска електроника, видеоигри, геймърски хардуер, приложения, социални медии, стрийминг, изкуствен интелект, космос, роботика, електрически превозни средства и други потенциално насочени към потребителите технологии. Съдържанието на сайта включва кратки новинарски публикации, репортажи, анализи на новини, ревюта на продукти, ръководства за покупка, две седмични видеопредавания, подкаст, бюлетин The Morning After и седмичен бюлетин със сделки. От септември 2021 г. сайтът се управлява от Yahoo! Inc.

## История
Engadget е основан от бившия редактор и съосновател на технологичния уеблог Gizmodo Питър Рохас. Engadget е най-големият блог в Weblogs, Inc., мрежа от блогове с над 75 уеблогове, включително Autoblog.com|Autoblog и Joystiq, която преди включва Hackaday. Weblogs Inc. е закупен от AOL през 2005 г.

## Награди
През 2018 г. Engadget печели наградата Webby за „Най-добро списване“ в категорията „Уебсайтове и мобилни сайтове“. От 2019 до 2020 г. сайтът печели три пъти награди от Дружеството за журналистически рубрики, от които за две рубрики от тогавашния служител Крис Ип и за една от сътрудника Меган Гилър.

## Официални награди за най-доброто отCES
През 2013 г. е обявено, че Engadget ще бъде новият съдия на официалните награди Best of CES. Партньорството на Engadget с Асоциацията за потребителски технологии (CTA), групата, която организира CES, продължава до CES 2021. За CES 2022 и CES 2023 Engadget дава награди „Най-доброто от CES“ независимо от партньорството с CTA.